# 桂林学院
桂林学院，是位于中国广西桂林市的一所民办普通高等学校，由桂林新城投资开发集团有限公司举办。

## 历史
2001年7月，广西师范大学漓江学院成立。
2020年7月13日，广西壮族自治区教育厅发布《自治区教育厅关于征求〈全区独立学院转设总体方案（征求意见稿）〉意见的函》（桂教函〔2020〕892号），建议于2020年将广西师范大学漓江学院转设为民办本科高校桂林漓江学院，定位为以经、管学科为主要特色、服务桂林国际旅游胜地。2021年5月17日，教育部发展规划司发布公示，拟同意该院转设为民办本科高校桂林学院，举办方拟变更为桂林新城投资开发集团有限公司。2021年6月，经主管部门批准，该校自当年高招起改以桂林学院名义招生。

## 校园
据2018年1月学院网站信息显示，原广西师范大学漓江学院占地约1000亩，已投入使用536亩，建筑面积21.58万平方米，资产总值5.31亿元；共有全日制在校生12000人，教师440多人（2016年3月数据），建有9个教学系（部），开设42个本科专业，其中常年招生专业35个。2010年7月获“全国先进独立学院”称号。

## 院系设置
- 语言文学学院
- 商贸与法律学院
- 经济与管理学院
- 理工学院
- 教育与音乐学院
- 设计学院
- 体育与健康学院
- 马克思主义学院
- 传媒学院